# Grutle Kjellson
Kjetil Tvedte Grutle (Sveio, Hordaland, Noruega, 24 de diciembre de 1973), más conocido como Grutle Kjellson, es el bajista y vocalista de la banda de black metal progresivo Enslaved. 
A los 17 años, Grutle y su amigo Ivar Bjørnson fundaron la banda Phobia que se separó al año siguiente. En ese momento, ambos deciden formar una banda inspirada en la mitología nórdica, llamada Enslaved.

## Discografía

### Enslaved
- Hordanes Land (EP) (1993)
- Vikingligr Veldi (1994)
- Frost (1994)
- Eld  (1997)
- Blodhemn (1998)
- Mardraum - Beyond the Within (2000)
- Monumension (2001)
- Below the Lights (2003)
- Isa (2004)
- Ruun (2006)
- Vertebrae (2008)
- Axioma Ethica Odini (2010)
- RIITIIR (2012)

### Darkthrone
- Too Old, Too Cold  (2006)

### V:28
- NonAnthropogenic (2003)